# Matthieu Bareyre
Matthieu Bareyre, né en 1986, est un auteur, réalisateur et monteur français. 
Son premier long métrage, L'Époque, obtient le prix du meilleur premier film 2019 par le Syndicat de la critique de cinéma. Selon le site Vodkaster, il fait partie des 20 cinéastes à suivre pour la prochaine décennie.   

## Biographie
Après des études de philosophie entre l'ENS[Quoi ?] de Lyon et la Sorbonne, spécialisé en esthétique et en logique, Matthieu Bareyre décide de se consacrer au cinéma pour lequel il nourrit une passion depuis l'enfance. En 2009, il s'achète une caméra, « pour s'obliger à passer à l'acte ». En 2012, il commence à tourner seul ce qui deviendra son premier film, Nocturnes, un documentaire qu'il mettra deux années à tourner et qui sera présenté en mars 2015 au Cinéma du réel où il remporte un prix et une mention[réf. nécessaire].   
Pendant la semaine des attentats contre Charlie Hebdo, il trouve le titre de son premier long métrage, L'Époque et décide d'aller filmer les jeunes la nuit dans Paris, ce qu'il fera sur trois années, du mois de mai 2015 jusqu'aux élections présidentielles de 2017, en passant par le 13 novembre, Nuit Debout, les manifestations contre la Loi Travail[Laquelle ?], les actions Black bloc, accumulant jusqu'à 250 heures de rushes. Pendant ces trois années, il dit avoir été guidé par l'envie de faire disparaître la frontière entre la vie et le cinéma, de « vivre ce qu'[il allait] filmer, et de filmer ce qu['il allait vivre] ».     
Le soir du 28 avril 2016, alors qu'il est en tournage, Matthieu Bareyre filme une violence policière sur la Place de la République, qu'il publie sur YouTube quelques jours plus tard dans un court film de deux minutes, On ne sait jamais ce qu'on filme, dans lequel il ralentit la scène et révèle, par des recadrements successifs dans l'image, l'agression d'un CRS sur des manifestants menottés.    
Après 22 mois de montage, L'Époque est sélectionné et récompensé au Festival International de Locarno. Le film sort dans les salles françaises en avril 2019 et permet à Matthieu Bareyre selon Le Figaro de faire « une entrée marquante dans le cinéma français ».   
Pour son film suivant, Le Journal d'une femme nwar, il entreprend de faire le portrait de Rose-Marie Ayoko Folly, jeune femme rencontrée par hasard pendant le tournage de son précédent film, entretemps devenue l'une de ses plus proches amies. Avec pour point de départ les carnets intimes de Rose, le film suit au jour le jour leur amitié qui se construit autant dans l’échange que dans le clash, et qui est hantée par les démons que les deux amis cherchent à exorciser, l'héritage raciste et colonial de la France, la bipolarité de Rose son « pet-au-casque », les blessures de l'enfance.

## Théâtre
Matthieu Bareyre a collaboré aux pièces de la metteuse en scène Marion Siéfert, elle-même présente au générique de tous ses films en tant que collaboratrice artistique[réf. nécessaire].  
Ils ont co-signé ensemble Pièce d’actualité no 12 : Du Sale !, un duo pour la rappeuse Laetitia Kerfa et la danseuse Janice Bieleu (La Commune, CDN[Quoi ?] d'Aubervilliers). Cette pièce, en « amenant au théâtre, ce qui en est exclu » reçoit le Grand Prix du Jury au Festival européen Fast Forward de Dresde (Allemagne)[réf. nécessaire].  
En 2020, Matthieu Bareyre a participé à la conception de la pièce _jeanne_dark, « la première pièce de théâtre », selon Le Monde, « à procéder à une hybridation avec le réseau social Instagram. »
En 2020, ils ont aussi co-réalisé Histoire de Du Sale !, un film qui raconte la création de la pièce Du Sale ! entre 2018 et 2019 et les débuts de ses deux interprètes, la danseuse Janice Bieleu ainsi que la rappeuse et comédienne Laetitia Kerfa. Le film est présenté au festival de Vienne Wiener Festwochen au mois de juin 2020[réf. nécessaire].   
Matthieu Bareyre et Marion Siéfert ont écrit ensemble Daddy présenté au théâtre de l'Odéon au mois de mai 2023, pièce de plus de 3 heures dont l'action se déroule dans un jeu vidéo, « spectacle monstre » et « rarissime » selon Libération qui souligne notamment « la vitalité du texte qui multiplie les ruptures de ton ».  

## Filmographie

### Courts métrages
- 2015 : Nocturnes (Nights) documentaire, 48'
- 2016 : On ne sait jamais ce qu'on filme, 2'
- 2019 : Réveillez-vous, L'Époque-Documents #1, 1'
- 2019 : La Nouvelle Année, L'Époque-Documents #2, 4'
- 2019 : Hommage à Notre-Dame, L'Époque-Documents #3, 1'
- 2020 : Pull up un Paris, L'Époque-Documents #4, 5'
- 2020 : Histoire de Du Sale ! , co-réalisé avec Marion Siéfert, Documentaire, 55'
- 2020 : L'Époque - Uncut #1, 3'
- 2020 : L'Époque - Uncut #2, 5'
- 2020 : La Passion de Soall, L'Époque-Documents #5, 10'
- 2021 : Enivrez-vous, 1'
- 2022 : Isn't it a pity, 10'.
- 2023 : In absentia, 5'

### Longs métrages
- 2019 : L'Époque, 90'
- 2022 : Le Journal d'une femme nwar, 104'

## Distinctions
- Festival Cinéma du Réel 2015 : Prix du Patrimoine et de l'immatériel pour Nocturnes
- Festival Cinéma du Réel 2015 : Mention spéciale de l'Institut Français pour Nocturnes
- 71st Locarno Film Festival, 2018 : Label Europa Cinema pour L'Époque
- 71st Locarno Film Festival, 2018 : Mention spéciale au personnage de Rose dans L'Époque par le jury du concours Cineasti del presente